# Route de Rennes
Ne doit pas être confondu avec Rue de Rennes.
La route de Rennes est le nom porté dans l'agglomération nantaise par la route nationale 137.

## Situation et accès
Marquant la limite entre les communes de Nantes (quartier Nantes Nord) et Orvault, l'artère débute dans le prolongement du boulevard Robert-Schuman, au niveau de la rue de la Patouillerie au sud du pont du Cens, et se termine à la « porte de Rennes » du boulevard périphérique (RN844). L'ensemble de son tracé est entrecoupé de ronds-points.

## Historique
Au Moyen Âge, cette voie est l’unique axe routier permettant d'aller de Nantes à Rennes. Au XIXe siècle, la route de Rennes connait une intense activité, et les populations rurales qui viennent travailler sur Nantes s'installent dans les habitations qui commencent alors à jalonner l'artère. À la même époque, des auberges et des relais de diligences y sont créés (comme « L’auberge du Cens » inaugurée en 1839 à l'extrémité sud-ouest de la voie).
En 1886, cinq propriétaires fonciers font construire une chapelle votive dédiée à Notre-Dame de Lourdes qui, après maintes vicissitudes, deviendra l'église paroissiale Notre-Dame-de-Lourdes en 1926.
En 1910, l'inauguration d'une ligne de tramway dont le terminus se trouve au pont du Cens amène un mouvement des populations très dense : les ouvriers prennent ce moyen de transport pour aller travailler en ville tandis que les promeneurs du dimanche profitent de la campagne orvaltaise, flânant le long du Cens ou rejoignant le bourg d'Orvault à pied ou en vélo.
En 1931, la chapelle de Notre-Dame-de-Lourdes est démolie pour laisser la place à l'église actuelle due à l'architecte Yves Liberge. L'édifice ne sera terminé qu'en 1957, à l'époque où la route de Rennes s'urbanise fortement.
Au cours des années 1990, la forte pression immobilière amène la création du centre commercial E.Leclerc « Grand Val », à l'extrémité nord-ouest de l'artère, près du périphérique (porte de Rennes) sur la commune d'Orvault, lequel centre est desservi par la ligne 2 du tramway qui traverse la route de Rennes au niveau du boulevard René-Cassin. Cette pression se poursuit durant les décennies suivantes, au point où Nantes Métropole et les deux communes riveraines concernées envisagent, au début des années 2010, un projet de renouvellement urbain dont la concertation a débuté en avril 2016.